# Moïse et Pharaon
Moïse et Pharaon, ou Le Passage de la Mer Rouge (dt.: Moses und Pharao oder Der Zug durchs Rote Meer) ist eine französische Grand opéra in vier Akten von Gioachino Rossini (Musik) mit einem Libretto von Luigi Balocchi und Victor-Joseph-Etienne de Jouy. Sie erschien 1827 an der Pariser Opéra als Überarbeitung von Rossinis 1818 komponierten Mosè in Egitto. Eine italienische Rückübersetzung entstand noch im selben Jahr unter dem Titel Mosè e Faraone. Sie wird meist unter dem Kurztitel Mosè aufgeführt.

## Handlung
Die Oper behandelt die biblische Erzählung vom Auszug des israelitischen Volkes aus Ägypten, versehen mit einer Liebesgeschichte zwischen Aménophis, dem Sohn Pharaons, und der Israelitin Anaï, der Tochter von Moïses Schwester Marie. Moïse ist aus Ägypten zu den Midianitern geflohen. Seinem Bruder Éliézer (Aaron) gelingt es, Pharaon zu überreden, den Hebräern die Ausreise zu erlauben. Diese widerruft er aber kurz darauf wieder. Gott straft die Ägypter für diesen Wortbruch mit der Plage der Finsternis. Auf Drängen des ägyptischen Volkes erklärt sich Pharaon wieder bereit, die Hebräer ziehen zu lassen. Der Isis-Priester Osiride verlangt jedoch, dass sie zuvor der Göttin Isis ein Opfer darbringen. Es kommt zu weiteren Plagen. Die Gewässer verwandeln sich in Blut, Heuschrecken verwüsten das Land, und Krankheiten breiten sich aus. Pharaon droht, sich dafür an den Israeliten zu rächen. Daraufhin bewirkt Moïse ein Wunder. Die Isis-Statue fällt um, und an ihrer Stelle erscheint die Bundeslade. Nun entscheidet sich Pharaon für einen Kompromiss, um den Befehlen beider Gottheiten Folge zu leisten. Er lässt die Israeliten gefesselt aus der Stadt ziehen. Aménophis folgt ihnen mit Anaï bis zum Roten Meer, um Moïse um ihre Hand zu bitten. Anaï selbst lehnt ab, um bei ihrem Volk zu bleiben. Aménophis holt das ägyptische Heer, um sich an ihnen zu rächen. Nach einem Gebet der Hebräer teilt sich das Rote Meer und gibt einen Fluchtweg frei. Die ihnen folgenden Ägypter werden von den Fluten verschlungen.
Die folgende Inhaltsangabe basiert auf der französischen Fassung von 1827.

### Erster Akt

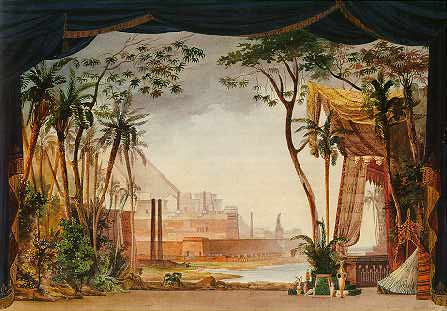
Bühnenbild, 1827

Das Lager der Midianiter vor den Mauern von Memphis
Man sieht das Zelt von Moïse, vor dem sich ein Altar aus Gras erhebt; ein Palmenwald auf der linken Seite, und an dessen Rand einige Sträucher, von denen einer durch seine Form und seine Größe auffällt.
Szene 1. Moïse ist mit einigen anderen Israeliten aus Ägypten nach Midian geflohen. Gemeinsam mit den Midianitern beten sie um die Befreiung des hebräischen Volkes aus der ägyptischen Sklaverei (Chor: „Dieu puissant“).
Szene 2. Moïse fordert die Anwesenden auf, mit den Klagen aufzuhören. Er erwarte die Rückkehr seines Bruders Éliézer, der Pharaon in seinem Namen auffordern sollte, die Hebräer freizulassen.
Szene 3. Éliézer erscheint mit seiner Schwester Marie und deren Tochter Anaï im Lager. Sie bringen gute Nachrichten. Nachdem sie Pharaon von dem bevorstehenden Zorn Gottes erzählt hatten, habe seine Gattin Sinaïde ihn dazu überredet, den Hebräern die Freiheit zu versprechen. Marie und Anaï konnten bereits mit ihnen zurückkehren. Ein Regenbogen erscheint am Himmel, und eine mysteriöse Stimme bekräftigt den Bund zwischen dem Herrn und seinem Volk. Sie fordert Mose auf, die Gesetzestafeln an sich zu nehmen, die auf einem blumenbedeckten Busch bereit liegen. Die Israeliten werden siegen, sofern sie Gott die Treue halten. Alle außer Anaï gehen.
Szene 4. Anaï fühlt sich schuldig wegen ihrer Liebe zum ägyptischen Prinzen Aménophis. Sie betet zu Gott um Vergebung.
Szene 5. Aménophis erscheint mit einigen ägyptischen Soldaten. Er fleht Anaï an, bei ihm zu bleiben. Sie versichert ihm ihre Liebe, ist aber entschlossen, ihrer Mutter zu gehorchen und mit ihrem Volk fortzuziehen (Duett: „Ah! si je perds l’objet que j’aime“). Aménophis ist verzweifelt. Er beschließt, mit Moïse zu reden und tritt in dessen Zelt.
Szene 6. Die Israeliten feiern den Freudentag mit einem Lobgesang an Gott (Chor: „Jour de gloire“). Nur Anaï ist trübsinnig. Sie vertraut sich ihrer Mutter Marie an, die vergeblich versucht, sie zu trösten (Duett: „Dieu, dans ce jour prospère“).
Szene 7. Aménophis kommt zusammen mit Moïse aus dessen Zelt. Moïse kann kaum glauben, was Aménophis ihm mitgeteilt hat: Der Pharao hat die Abreiseerlaubnis widerrufen. Die Hebräer sind entsetzt über diesen Wortbruch. Moïse prophezeit den Ägyptern Gottes Rache mit Hagel und Feuer. Aménophis hält dies für eine Drohung und befiehlt seinen Soldaten, ihn festzunehmen. Die Israeliten rüsten sich zu Moïses Verteidigung.
Szene 8. Pharaon selbst erscheint und gebietet Einhalt. Moïse stellt ihn wegen seines Wortbruchs zur Rede (Finale: „Quel delire!“). Pharaon aber bekräftigt seine Entscheidung und fordert Respekt von seinen Sklaven. Moïse schüttelt seinen Stab, worauf sich die Sonne verdunkelt. Ein Sturm mit Blitz und Donner zieht auf. Alle geraten vor Entsetzen in größte Verwirrung.

### Zweiter Akt
Galerie im Palast Pharaons

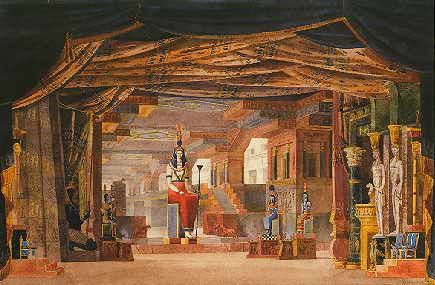
Bühnenbild, 1827

Szene 1. Die Ägypter und die königliche Familie klagen über die über das Land hereingebrochene Finsternis (Introduktion: „Désastre affreux!“). Das Volk fleht Pharaon an, einzulenken. Er lässt Moïse kommen. Sinaïde und das Volk schöpfen wieder Hoffnung. Nur Aménophis fürchtet erneut, seine Geliebte zu verlieren.
Szene 2. Moïse erscheint vor Pharaon. Er weist ihn erneut auf seinen Wortbruch hin und fragt ihn, ob er erneut falsche Versprechen abgeben wolle. Pharaon verspricht, sein Volk diesmal wirklich ziehen lassen zu wollen, falls Moïse für ein Ende der Finsternis sorgt. Moïse spricht ein Gebet, worauf sich der Himmel aufklärt (Anrufung: „Arbitre supreme“). Alle jubeln – nur Aménophis fürchtet den Verlust Anaïs (Quintett: „O toi dont la clemence“).
Szene 3. Pharaon teilt seinem Sohn mit, dass er ihm die assyrische Prinzessin Elegyne zur Gattin ausgewählt habe. Er wolle dies gleich im Isis-Tempel öffentlich verkünden. Aménophis ist entsetzt. Er weiß nicht, wie er seinem Vater seine Liebe zu Anaï offenbaren soll. Als Pharaon ihn nach dem Grund für seinen Kummer fragt, antwortet er lediglich mit dunklen Anspielungen (Duett: „Cruel moment!… que faire?“). Pharaon lässt ihn allein.
Szene 4. Aménophis ist entschlossen, seinem Vater entgegenzutreten. Nichts und niemand soll ihn und Anaï trennen.
Szene 5. Sinaïde erscheint mit einigen Höflingen. Sie weiß Bescheid über Aménophis’ Liebe, erinnert ihn aber an seine Pflichten seinem Land und seinem Vater gegenüber, da er einst die Macht über das Reich erben werde. Aménophis bleibt standhaft. Er droht, sich an Moïse zu rächen. Als seine Mutter ihn aber anfleht, seine Rache- und Liebesgefühle aufzugeben (Arie: „Ah! d’une tendre mère“), verspricht er, ihr zu gehorchen. In der Ferne sind die Freudenrufe des Volkes zu hören. Sinaïde stimmt ein, aber Aménophis bleibt insgeheim trübsinnig.

### Dritter Akt
Vorhalle des Tempels der Isis

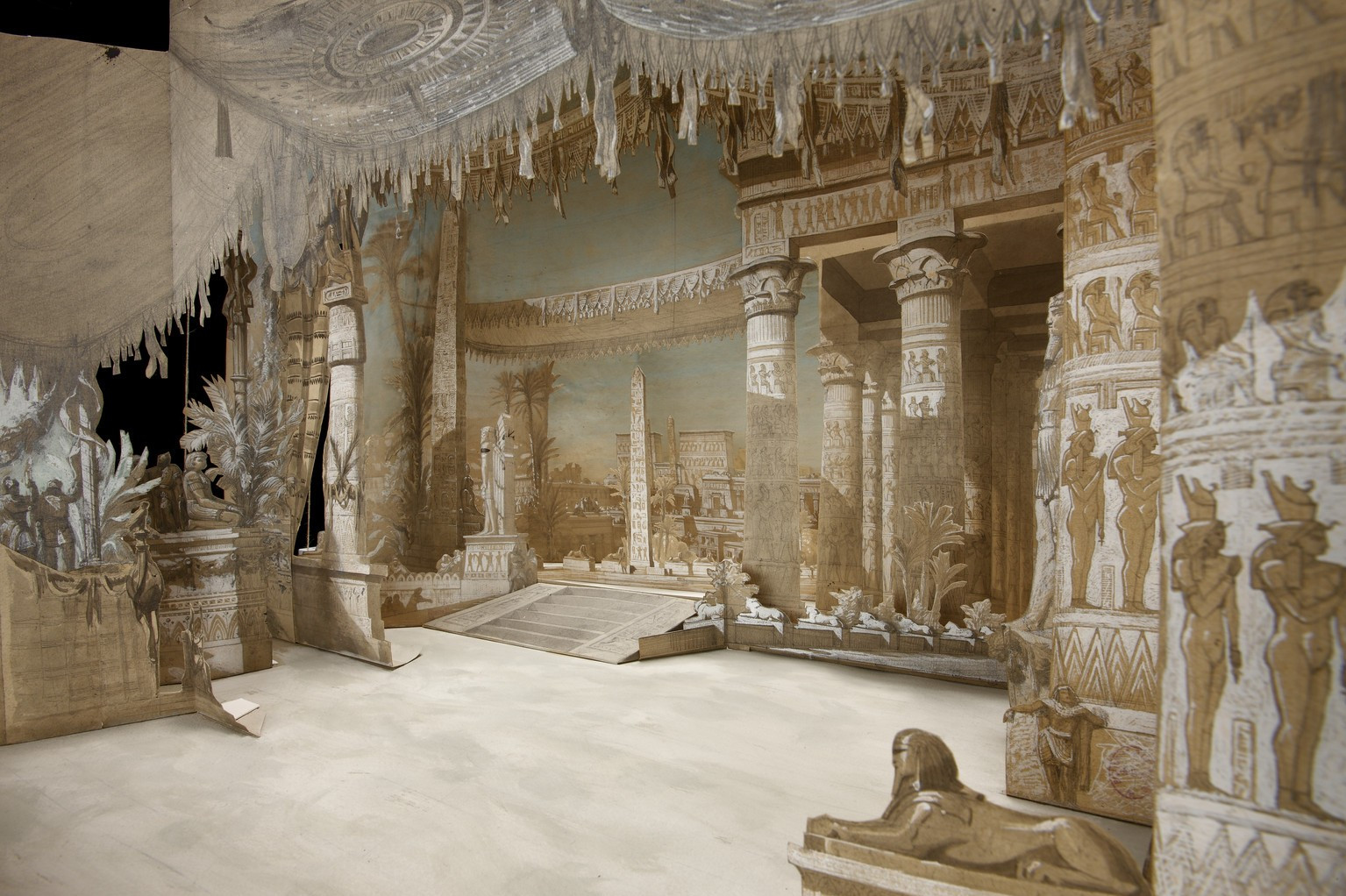
Édouard Desplechin: Bühnenbild des dritten Akts

Szene 1. Pharaon, der Priester Osiride und weitere ägyptische Priester und Edelleute preisen die Göttin Isis (Marsch und Chor: „Reine des cieux“). Das Fest beginnt.
Szene 2. Moïse, Éliézer, Marie, Anaï und weitere Hebräer unterbrechen die Zeremonie. Moïse fordert die Einlösung des königlichen Versprechens. Pharaon bestätigt seine Erlaubnis zur Abreise der Israeliten. Osiride allerdings verlangt nun von ihnen, zuvor der Göttin Isis eine Opfergabe darzubieten. Moïse lehnt dies entschieden ab.
Szene 3. Der ägyptische Hauptmann Aufide berichtet von neuen Plagen, die über das Land hereingebrochen sind. Das Wasser habe sich in Blut verwandelt, Schlachtlaute seien zu hören, Heuschrecken haben die Felder vernichtet, und der Wind führe Krankheiten mit sich. Osiride und die Priester drängen Pharaon zur Rache an den Hebräern. Sinaïde, Marie und die anderen anwesenden Frauen bitten im Gegenzug um Milde. Moïse fordert Pharaon auf, Reue zu zeigen. Schließlich streckt er seinen Arm gegen die falschen Götter aus. Die Isis-Statue stürzt um, und an ihrer Stelle erscheint von goldenem und blauen Licht umgeben die Bundeslade. Nach einem Moment allgemeiner Bestürzung entscheidet Pharaon, dem Willen beider Götter Genüge zu tun. Er befiehlt, die Israeliten in Ketten zu legen und aus der Stadt in die Wüste zu führen. Während Aménophis Anaï zur Flucht drängt, rufen Moïse und die Hebräer den Herrn um Hilfe an.

### Vierter Akt
Am Ufer des Roten Meeres
Szene 1. Auf ihrer Flucht sind Aménophis und Anaï den Israeliten gefolgt (Rezitativ: „Où me conduisez-vous?“). Er teilt ihr mit, dass er ihr zuliebe auf den ägyptischen Thron verzichten wolle. Anaï ist verwirrt. Während Aménophis sie um ihre Liebe bittet, betet sie zu Gott um ihre verlorene Tugend (Duett: „Jour funeste, loi cruelle!“). In der Ferne hören sie die Freudenrufe der Hebräer.
Szene 2. Moïse versichert den Hebräern, dass ihr Leid nun ein Ende habe. Nur Marie beklagt den Verlust ihrer Tochter Anaï. Noch während Moïse sie zu beruhigen versucht, erscheint diese mit Aménophis. Der erklärt Moïse seine Liebe zu Anaï und bittet ihn um ihre Hand. Anaï muss sich nun zwischen ihrem Geliebten und ihrer Familie und ihrem Volk entscheiden (Arie: „Quelle affreuse destinée!“). Schließlich entschließt sie sich, Gott zu folgen und bei ihrem Volk zu bleiben. Aménophis schwört Rache und entfernt sich wütend, um das ägyptische Heer zu holen.
Szene 3. In Erwartung des feindlichen Heeres beten die Hebräer zu Gott um Hilfe (Preghiera/Gebet: „Des cieux où tu résides“). Es scheint keinen Fluchtweg zu geben. Moïse aber vertraut weiterhin auf Gott. Das Meer teilt sich vor ihnen und gibt einen Weg frei. Die Israeliten schreiten hindurch.
Szene 4. An der Spitze des ägyptischen Heeres treffen Pharaon und Aménophis am Ufer ein. Pharaon befiehlt, den Israeliten durch das Meer zu folgen. Ein Unwetter bricht aus, die Wellen schlagen über ihnen zusammen, und alle ertrinken. Nachdem sich der Sturm gelegt und das Meer wieder beruhigt hat, sieht man die Israeliten am anderen Ufer. Marie und die anderen preisen den Herrn für ihre Rettung.

## Gestaltung

### Instrumentation
Die Orchesterbesetzung der Oper enthält die folgenden Instrumente:
- Holzbläser: Piccoloflöte, zwei Flöten, zwei Oboen, zwei Klarinetten, zwei Fagotte
- Blechbläser: vier Hörner, zwei Trompeten, drei Posaunen, Ophikleide
- Pauken, Große Trommel, Becken, Triangel
- Harfe
- Streicher

### Musiknummern
Die Oper enthält die folgenden Musiknummern:
Erster Akt
- Nr. 1. Präludium (teilweise aus Armida)
- Nr. 2. Chor: „Dieu puissant“ (Szene 1, teilweise aus Armida)
- Nr. 3. Duett (Anaï, Aménophis): „Ah! si je perds l’objet que j’aime“ (Szene 5, Mosè in Egitto: „Ah se puoi così lasciarmi“, Nr. 3, erster Akt, Szene 4)
- Nr. 4. Marsch
  - Chor: „Jour de gloire“ (Szene 6, Mosè in Egitto: „All’etra, al ciel“, Nr. 5, erster Akt, Szene 6)
- Nr. 5. Duett (Anaï, Marie): „Dieu, dans ce jour prospère“ (Szene 6, Mosè in Egitto: „Tutto mi ride intorno“, Nr. 6, erster Akt, Szene 7)
- Nr. 6. Finale: „Quel delire!“ (Szene 8, Mosè in Egitto: „All’idea di tanto eccesso“, erster Akt, Szene 8)

Zweiter Akt
- Nr. 7. Introduktion: „Désastre affreux!“ (Szene 1, Mosè in Egitto: „Ah! Chi ne aita?“, Nr. 1, erster Akt, Szene 1)
- Nr. 8. Anrufung: „Arbitre supreme“ (Szene 2, Mosè in Egitto: „Eterno! Immenso!“, Nr. 2, erster Akt, Szene 2)
  - Quintett: „O toi dont la clemence“ (Szene 2)
- Nr. 9. Duett (Aménophis, Pharaon): „Cruel moment!… que faire?“ (Szene 3, Mosè in Egitto: „Parlar, spiegar non posso“, zweiter Akt, Szene 1)
- Nr. 10. Arie (Sinaïde): „Ah! d’une tendre mère“ (Szene 5, Mosè in Egitto: „Porgi la destra amata“, Nr. 14, zweiter Akt, Szene 6)

Dritter Akt
- Nr. 11. Marsch
  - Chor: „Reine des cieux“ (Szene 1, aus Bianca e Falliero)
  - Ballett (teilweise aus Armida)
- Nr. 12. Finale (teilweise aus Mosè in Egitto: „Mi manca la voce“, Nr. 11, zweiter Akt, Szene 3)

Vierter Akt
- Nr. 13. Rezitativ (Anaï, Aménophis): „Où me conduisez-vous?“ (Szene 1, Mosè in Egitto: „Dove mi guidi?“, Nr. 10, zweiter Akt, Szene 3)
  - Duett (Anaï, Aménophis): „Jour funeste, loi cruelle!“ (Szene 1)
- Nr. 14. Arie (Anaï): „Quelle affreuse destinée!“ (Szene 2)
- Nr. 15. Preghiera – Gebet: „Des cieux où tu résides“ (Szene 3, Mosè in Egitto: „Dal tuo stellato soglio“, Nr. 15, dritter Akt, Szene 1)
- Nr. 16. Finale (teilweise aus Mosè in Egitto)
- Nr. 17. Cantico finale (Marie und Chor): „Chantons, bénissons le Seigneur!“ (Szene 4)

## Werkgeschichte
1827 überarbeitete Rossini seine 1818 entstandenen Oper Mosè in Egitto für die Pariser Opéra, um daraus eine Grand opéra nach französischem Geschmack zu machen. Ähnlich war er bereits ein halbes Jahr zuvor mit Maometto II vorgegangen, aus dem die französische Oper Le siège de Corinthe entstanden war. Das Libretto von Moïse et Pharaon stammte von Luigi Balocchi und Victor-Joseph-Etienne de Jouy. Für die Überarbeitung der Musik benötigte Rossini weniger als zwei Monate.:182
Musikalisch überarbeitete Rossini insbesondere die Instrumentierung, die nun reicher und farbiger wurde. Die Ballettmusik des dritten Akts ist ein Zugeständnis an die Tradition der französischen Oper.:20
Rossini restrukturierte das Werk grundlegend. Die Anfangsszene der Vorlage (die Plage der Finsternis) findet sich nun am Anfang des zweiten Akts. Das ursprüngliche Finale des zweiten Akts wurde zerlegt. Der Tod von Faraones Sohn fehlt, und Elcìas „Porgi la destra amata“ aus dem zweiten Akt wurde zur Arie der Sinaïde „Ah! d’une tendre mère“. Rossini schrieb lediglich drei Nummern neu: Die Szene und das Quartett „Dieu de la paix“ (erster Akt, Szene 3), die Szene und Arie der Anaï „Quelle affreuse destinée“ (vierter Akt, Szene 2) und den Schlusschor „Chantons, bénissons le Seigneur“. Die Ouvertüre, die Introduktion und das Ballett im dritten Akt basieren auf musikalischem Material seiner Oper Armida. Außerdem findet der Eingangschor des ersten Aktes aus Bianca e Falliero („Viva Fallier!“) Verwendung.:116 Der Rossini-Biograph Richard Osborne kritisierte diese Umstrukturierung. Er schrieb: „Seine Form ist verlorengegangen, denn die Szenen sind wahllos hintereinander gestellt, die Arien anders verteilt und neuere, gewaltigere Ideen freigiebig hinzugefügt. Mit Moïse et Pharaon begeben wir uns ins Zeitalter der Minenbombe im Bereich der Oper.“:89
Für die französische Fassung wurden auch die Rollennamen geändert. Außer den offensichtlichen sprachlichen Anpassungen („Mosè“ – „Moïse“ bzw. „Faraone“ – „Pharaon“) wurden auch die anderen Namen völlig neu vergeben. Auffällig ist dabei, dass Osiride hier der ursprünglich Mambre genannte ägyptische Priester ist, während der in der Ursprungsfassung Osiride genannte Sohn des Pharao nun Aménophis heißt. Letzter ist wiederum nicht zu verwechseln mit der ursprünglich Amenofi genannten Schwester Mosès. Neu sind die Rolle des Hauptmanns Aufide und die „mysteriöse Stimme“. In der italienischen Rückübersetzung wurden die neuen Namen beibehalten und lediglich italienisiert.
| italienisch Neapel 1818 | französisch Paris 1827 | italienisch Rom 1827 |
| ----------------------- | ---------------------- | -------------------- |
| Mosè                    | Moïse                  | Mosè                 |
| Faraone                 | Pharaon                | Faraone              |
| Osiride                 | Aménophis              | Amenofi              |
| Aronne                  | Éliézer                | Eliezer              |
| Mambre                  | Osiride                | Osiride              |
| (fehlt)                 | Aufide                 | Aufide               |
| Amaltea                 | Sinaïde                | Sinaide              |
| Elcìa                   | Anaï                   | Anaide               |
| Amenofi                 | Marie                  | Maria                |

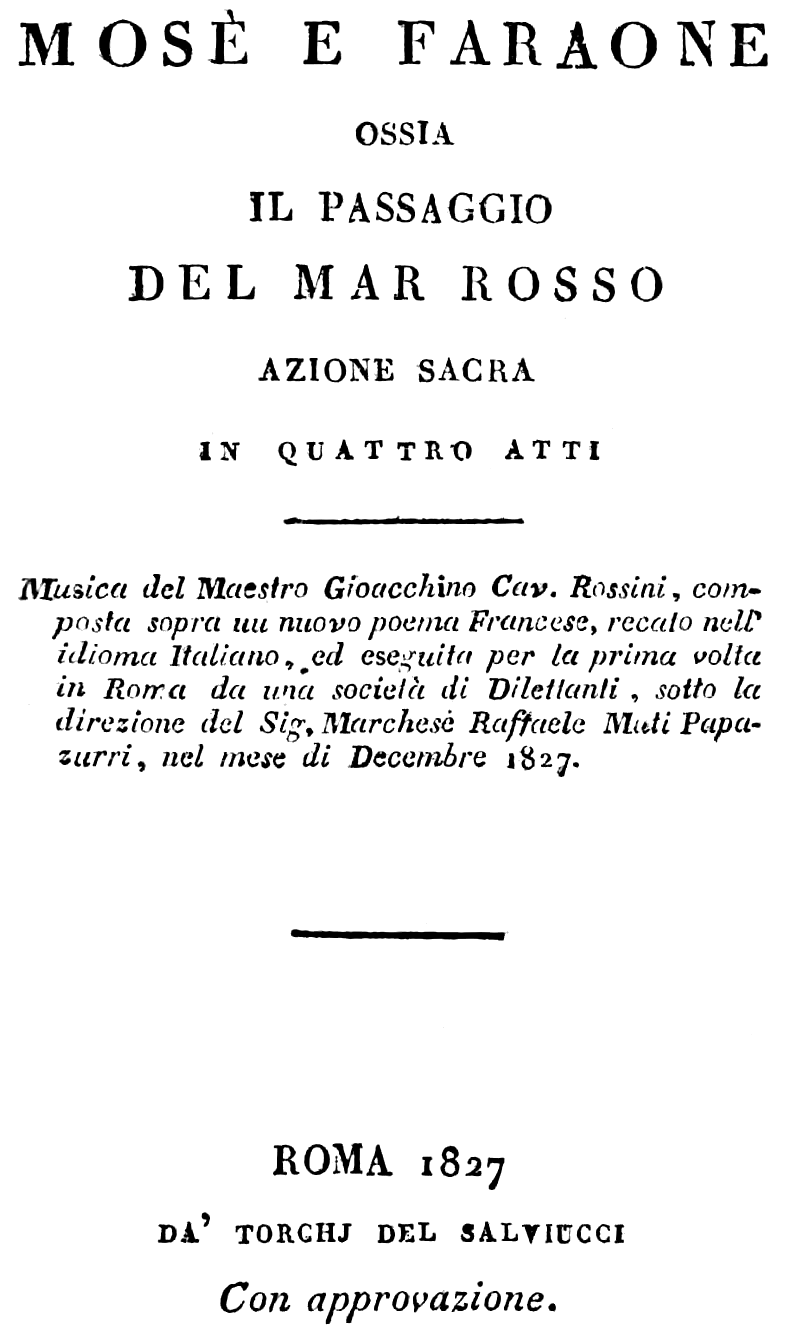
Titelblatt des Librettos, Rom 1827

Bei der Uraufführung am 26. März 1827 an der Pariser Oper sangen die Sopranistinnen Louise-Zulmé Dabadie (Sinaïde) und Laure Cinti-Damoreau (Anaï), die Mezzosopranistin Mlle. Mori (Marie), die Tenöre Adolphe Nourrit (Amenophis), Alexis Dupont (Éliézer) und Ferdinand Prévost (Aufide) sowie die Bässe Nicholas-Prosper Levasseur (Moïse), Henry-Bernard Dabadie (Pharaon) und M. Bonel (Osiride). Die Oper wurde mit „hysterischer Begeisterung“ aufgenommen. Es gab an der Opéra bis zum 6. August 1838 hundert Aufführungen.:183 Die Sänger verwendeten auf Rossinis Wunsch einen bis zu diesem Zeitpunkt an der Opéra unüblichen offenen und sinnlichen Gesangsstil, wie er zuvor eher am Théâtre-Italien erklang. Dieser Stil wurde neben der Musik der Oper von der zeitgenössische Kritik besonders gelobt. Radiciotti schrieb dazu: „Rossini hat sich also nicht galliziert, wie manche bis heute behaupten, sondern die französische Musik reagierte auf die Attraktion seines Genies und rossinisierte [d. h., italienisierte] sich.“ Die Gazette de France sprach von einer „lyrischen Revolution“ und meinte: „Von nun an hat das französische Schreien keine Chance wiederzukehren“.:183f
Bereits im Dezember 1827 erschien eine italienische Rückübersetzung von Calisto Bassi unter dem Titel Mosè e Faraone, ossia Il passaggio del Mar Rosso (oft auch Il Mosè nuovo oder einfach Mosè genannt). Für die aus der Ursprungsfassung stammenden Szenen griff Bassi auf den Originaltext Tottolas zurück.:21 Bei der konzertanter Uraufführung dieser Fassung an der Accademia Filarmonica in Rom sangen die Sopranistinnen Caterina Barili (Sinaide), Orsola Corinaldesi (Anaide), die Mezzosopranistin Carolina Brocard (Maria), die Tenöre Giuseppe Pinto (Amenofi), Romulado Archini (Eliezer) und Vincenzo Galletti (Aufide) sowie die Bässe Nicola Cartoni (Mosè), Luigi Sebastiani (Faraone) und Pio Cipicchia (Osiride). Die erste Bühnenaufführung dieser Fassung fand am 4. Februar 1829 im Teatro del Verzaro in Perugia statt.:437 Darin sangen die Sopranistinnen Paolina Fanti (Sinaide), Carolina Pateri (Anaide), die Mezzosopranistin Santa Coraucci (Maria), die Tenöre Paolo Zilioli (Amenofi), Pietro Cagianelli (Eliezer) und Pasquale Delicati (Aufide) sowie die Bässe Federico Crespi (Mosè), Paolo Neri (Faraone) und Timoleone Barattini (Osiride).
Am 20. April 1850 wurde die Oper am Covent Garden in London unter dem Titel Zora aufgeführt.:126 Später wurden an den Opernhäusern alle drei Fassungen gespielt und auch je nach Vorliebe der Sänger für die eine oder andere Form der Arien miteinander vermengt.

## Aufnahmen
- 27. Juni 1956 (live, konzertant aus Rom, italienische Fassung): Tullio Serafin (Dirigent), Orchester und Chor der RAI di Roma. Nicola Rossi-Lemeni (Mosè), Giuseppe Taddei (Faraone), Gianni Jaia (Amenofi), Agostino Lazzari (Eliezer), Plinio Clabassi (Osiride), Tommaso Frascati (Aufide), Rosanna Carteri (Sinaide), Anita Cerquetti (Anaide), Anna Maria Rota (Maria). Eklipse CD: EKR P-10, Walhall WLCD 0183 (2 CD).[10]:15932
- Juni 1956 (Studio, gekürzt, italienische Fassung): Tullio Serafin (Dirigent), Orchester und Chor des Teatro San Carlo Neapel. Nicola Rossi-Lemeni (Mosè), Giuseppe Taddei (Faraone), Mario Filippeschi (Amenofi), Agostino Lazzari (Eliezer), Plinio Clabassi (Osiride), Piero de Palma (Aufide), Bruna Rizzoli (Sinaide), Caterina Mancini (Anaide), Lucia Danieli (Maria), Ferruccio Mazzoli (mysteriöse Stimme). Philips CD: 442 100 2, Philips LP: 6747 027 (4)mon.[10]:15933
- 11. April 1968 (live, konzertant aus Rom, gekürzt, italienische Fassung): Wolfgang Sawallisch (Dirigent), Orchester und Chor der RAI di Roma. Nikolaj Gjaurow (Mosè), Mario Petri (Faraone), Ottavio Garaventa (Amenofi), Giampaolo Corradi (Eliezer), Franco Ventriglia (Osiride), Fernando Iacopucci (Aufide), Shirley Verrett (Sinaide), Teresa Żylis-Gara (Anaide), Gloria Lane (Maria), Giovanni Gusmeroli (mysteriöse Stimme). IOR CD: LO 7724-25, Frequenz CD: 011-040, Arkadia ARK 491 (2 CD).[10]:15934
- März 1971 (live aus Rom, gekürzt, italienische Fassung): Bruno Bartoletti (Dirigent), Orchester und Chor des Teatro dell’Opera di Roma. Boris Christow (Mosè), Franco Pugliese (Faraone), Franco Tagliavini (Amenofi), Carlo Franzini (Eliezer), Plinio Clabassi (Osiride), Antonio Pirino (Aufide), Bianca Maria Casoni (Sinaide), Gabriella Tucci (Anaide), Ada Finelli (Maria). Giuseppe di Stefano CD: GDS 21036 (2 CD).[10]:15935
- 18. Januar 1974 (live aus Venedig): Gianandrea Gavazzeni (Dirigent), Orchester und Chor des Teatro La Fenice. Cesare Siepi (Moïse), Silvano Carroli (Pharaon), Veriano Luchetti (Aménophis), Gastone Limarelli (Éliézer), Antonio Zerbini (Osiride), Oslavio di Credico (Aufide), Bianca Maria Casoni (Sinaïde), Celestina Casapietra (Anaï), Lidia Gastaldi (Marie), Alessandro Maddalena (mysteriöse Stimme). Mondo Musica MFOH 10606 (2 CD).[10]:15936
- April 1974 (live, konzertant aus Paris, ohne Ballett und Nr. 9): John Matheson (Dirigent), Orchestre Lyrique de l’ORTF Paris, Chœurs du Radio France. Joseph Rouleau (Moïse), Robert Massard (Pharaon), Adrien de Peyer (Aménophis), Michel Sénéchal (Éliézer), Gérard Serkoyan (Osiride), Paul Finel (Aufide), Joyce Blackham (Sinaïde), Michèle Le Bris (Anaï), Janine Capderou (Marie). VOCE LP: VOCE-37 (3 LP).[10]:15937
- 1981 (Studio, gekürzt, italienische Fassung): Lamberto Gardelli (Dirigent), Orchester der Ungarischen Staatsoper Budapest, Hungarian Radio and Television Chorus. József Gregor (Mosè), Sándor Sólyom-Nagy (Faraone), Janos B. Nagy (Amenofi), András Molnár (Eliezer), Ferenc Begányi (Osiride und mysteriöse Stimme), Attila Fülöp (Aufide), Julia Hamari (Sinaide), Magda Kalmár (Anaide), Balász Póka (Maria). Hungaroton CD: HCD 12290-92-2.[10]:15938
- 1. Oktober 1983 (Video, live aus Paris, gekürzt): Georges Prêtre (Dirigent), Orchester und Chor der Opéra National de Paris. Samuel Ramey (Moïse), Jean-Philippe Lafont (Pharaon), Keith Lewis (Aménophis), Jean Dupouy (Éliézer), Fernand Dumont (Osiride), Robert Dumé (Aufide), Shirley Verrett (Sinaïde), Cecilia Gasdia (Anaï), Magali Damonte (Marie). Legato CD: LCD 228-2 (2 CD), Myto 052.322 (2 CD), Premiere Opera DVD 6060 (1 DVD).[10]:15940
- 27. Februar 1988 (live aus München, gekürzt, italienische Fassung): Wolfgang Sawallisch (Dirigent), Bayerisches Staatsorchester München, Chor der Bayerischen Staatsoper München. Ruggero Raimondi (Mosè), Bodo Brinkmann (Faraone), Francisco Araiza (Amenofi), Eduardo Villa (Eliezer), Jan-Hendrik Rootering (Osiride), Friedrich Lenz (Aufide), Doris Soffel (Sinaide), Carol Vaness (Anaide), Cornelia Wulkopf (Maria), Kurt Moll (mysteriöse Stimme). Orfeo d’Or C 514 992 1 (2 CD).[10]:15942
- 10. Mai 1992 (live, konzertant aus Wien, gekürzt, italienische Fassung): Wolfgang Sawallisch (Dirigent), Wiener Symphoniker, Wiener Jeunesse Chor. Simon Estes (Mosè), Alan Titus (Faraone), Ramón Vargas (Amenofi), Kjell Magnus Sandvé (Eliezer), Goran Simić (Osiride), Peter Jelosits (Aufide), Ann Murray (Sinaide), Cecilia Gasdia (Anaide), Rohangiz Yachmi (Maria).[10]:15943
- August 1997 (live vom Rossini Opera Festival Pesaro, vollständig): Wladimir Jurowski (Dirigent), Orchester des Teatro Comunale di Bologna, Prager Kammerchor. Michele Pertusi (Moïse), Eldar Aliev (Pharaon), Charles Workman (Aménophis), Luigi Petroni (Éliézer), Riccardo Ferrari (Osiride), Cesare Catani (Aufide), Mariana Pentcheva (Sinaïde), Elisabeth Norberg-Schulz (Anaï), Enkelejda Shkosa (Marie). Fondazione Cana di Risparmio di Pesaro FO 0199 (3 CD).[10]:15945
- 7. bzw. 21. Dezember 2003 (Audio bzw. Video, live aus Mailand, vollständig): Riccardo Muti (Dirigent), Luca Ronconi (Inszenierung), Orchester und Chor des Teatro alla Scala. Ildar Abdrasakow (Moïse), Erwin Schrott (Pharaon), Giuseppe Filianotti (Aménophis), Tomislav Mužek (Éliézer), Giorgio Giuseppini (Osiride), Antonella Ceron (Aufide), Sonia Ganassi (Sinaïde), Barbara Frittoli (Anaï), Nino Surguladze (Marie), Maurizio Muraro (mysteriöse Stimme). TDK DVWW-OPMEP (2 DVD).[10]:15947[10]:15946
- 26. November 2004 (live aus Liège): Alberto Zedda (Dirigent), Orchester und Chor der Opéra Royal de Wallonie Liège. Askar Abdrasakow (Moïse), Enzo Capuano (Pharaon), Kenneth Tarver (Aménophis), Jonathan Boyd (Éliézer), Leonard Graus (Osiride und mysteriöse Stimme), Jairo Nuñez Díaz (Aufide), Barbara Havemann (Sinaïde), Nicoletta Ardelean (Anaï), Agata Bienkowska (Marie).[10]:15948
- August 2009 (live aus dem Großen Festspielhaus Salzburg): Riccardo Muti (Dirigent), Wiener Philharmoniker, Konzertvereinigung Wiener Staatsopernchor. Ildar Abdrasakow (Moïse), Nicola Alaimo (Pharaon), Eric Cutler (Aménophis), Juan Francisco Gatell (Éliézer), Alexey Tikhomirov (Osiride), Nino Surguladze (Sinaïde), Marina Rebeka (Anaï), Barbara di Castri (Marie), Ante Jerkunica (mysteriöse Stimme). premiereopera.net  (3 CD).[11]
- 19./25./28. Juli 2018 (live von Rossini in Wildbad aus Bad Wildbad, vollständig mit rekonstruiertem Final-Cantique): Fabrizio Maria Carminati (Dirigent), Virtuosi Brunensis, Górecki Chamber Choir, Kraków. Alexey Birkus (Moïse), Luca Dall'Amico (Pharaon), Randall Bills (Aménophis), Patrick Kabongo (Éliézer), Burzhan Anderzhanov (Osiride und mysteriöse Stimme), Xiang Xu (Aufide), Silvia Dalla Benetta (Sinaïde), Elisa Balbo (Anaï), Albane Carrère (Marie). Naxos CD: 8.660473-75 (3 CD).
- 12. Juli 2022 (Video; live aus dem Théâtre de l’Archevêché von Festival d’Aix-en-Provence): Michele Mariotti (Dirigent), Tobias Kratzer (Inszenierung), Rainer Sellmaier (Bühne und Kostüme), Orchester und Chor der Opéra National de Lyon. Michele Pertusi (Moïse), Adrian Sâmpetrean (Pharaon), Pene Pati (Aménophis), Mert Süngü (Éliézer), Edwin Crossley-Mercer (Osiride und mysteriöse Stimme), Alessandro Luciano (Aufide), Vasilisa Berzhanskaya (Sinaïde), Jeanine De Bique (Anaï), Géraldine Chauvet (Marie), Laurène Andrieu (Elegyne, syrische Prinzessin). Videostream bei Arte Concert.[12]

Zu den Aufnahmen der italienischen Ursprungsfassung von 1818/1819 siehe Mosè in Egitto.